# 繼曾
繼曾 (? —?)，字志堂，哈達那拉氏，正黃旗满洲福珠凌阿佐领下附生，清朝政治人物、同進士出身。

## 生平
同治六年丁卯科，顺天乡试中二百二十七名举人，光绪二十年甲午科，会试第六十一名，光緒二十一年（1895年），参加光緒乙未科殿試，登進士三甲114名。同年五月，以主事分部学习。

## 家庭及关联
- 高高祖納國棟，乾隆丁巳进士，贵州按察使；
- 高高伯父國柱，乾隆乙丑进士，侍讀學士；
- 高祖特克慎，乾隆己丑进士，軍機章京；
- 曾祖玉麟，乾隆乙卯进士，兵部尚书，谥文恭；
- 堂曾叔祖普保，嘉庆辛酉进士，盛京吏部侍郎；
- 祖恒昌；
- 父伊金泰，咸丰乙卯举人；[2]
- 弟紹曾，光绪乙亥举人。

一门六进士。